# Launaea spinosa
Launaea spinosa es una especie de plantas con flores del género Launaea perteneciente a la familia Asteraceae. 
Esta especie es el alimento de la polilla Eublemma cochylioides.

## Distribución
Nativa en Egipto, Palestina, Israel, Jordania, Arabia Saudí y Sinai. 

## Taxonomía
Launaea spinosa fue descrita primero por Peter Forsskål como Prenanthes spinosa y publicado en Flora Aegyptiaco-Arabica, p. 144, 1775  y ulteriormente atribuido al género Launaea por Carl Ernst Otto Kuntze que lo publicó en Revis. Gen. Pl., vol. 1, p. 350, 1891.
Sinonimia
- Atalanthus spinosus (Forssk.)D. Don, 1829, nom. inval.
- Lactuca spinosa Benth. & Hook.f., 873, nom. inval.
- Phaenixopus spinosus (Forssk.) Cass. in Cuvier, 1824
- Prenanthes spinosa Forssk., 1775 - basiónimo
- Rhabdotheca spinosa (Forssk.) Webb in Hooker, 1849
- Sonchus spinosus (Forssk.) DC., 1838 non Sonchus spinosus Lam. 1779
- Zollikoferia spinosa (Forssk.) Boiss., 1875[1]

## Ecología
Esta especie es el alimento de la polilla Eublemma cochylioides.